# Eupithecia petersenaria
Eupithecia petersenaria là một loài bướm đêm trong họ Geometridae.